# Alex Gogić
Alex Gogić (en grec moderne : Αλέξανδρος Γκόγκιτς), né le 13 avril 1994 à Nicosie, est un footballeur international chypriote qui évolue au poste de défenseur central au St Mirren.

## Biographie

### Carrière en club
Son premier club est Hamilton Academical.
Le 10 juillet 2020, Gogić rejoint Hibernian.
Le 31 janvier 2022, Gogić est prêté à St Mirren.
Le 19 août 2022, il rejoint St Mirren de manière permanente.

### Carrière en sélection
Le 7 octobre 2020, il fait ses débuts avec l'équipe de Chypre.